# Saab GlobalEye
Saab GlobalEye je švédský letoun včasné výstrahy a kontroly (AEW&C) vyrobený společností Saab a založený na kanadském business jetu s dlouhým doletem Bombardier Global 6000, vybaveným radarem Erieye užívajícím technologii aktivního elektronického vychylování paprsku plošnou změnou fáze (Active Electronically Scanned Array, AESA) ve verzi Erieye ER (Extended Range, prodloužený dosah).

## Konstrukce

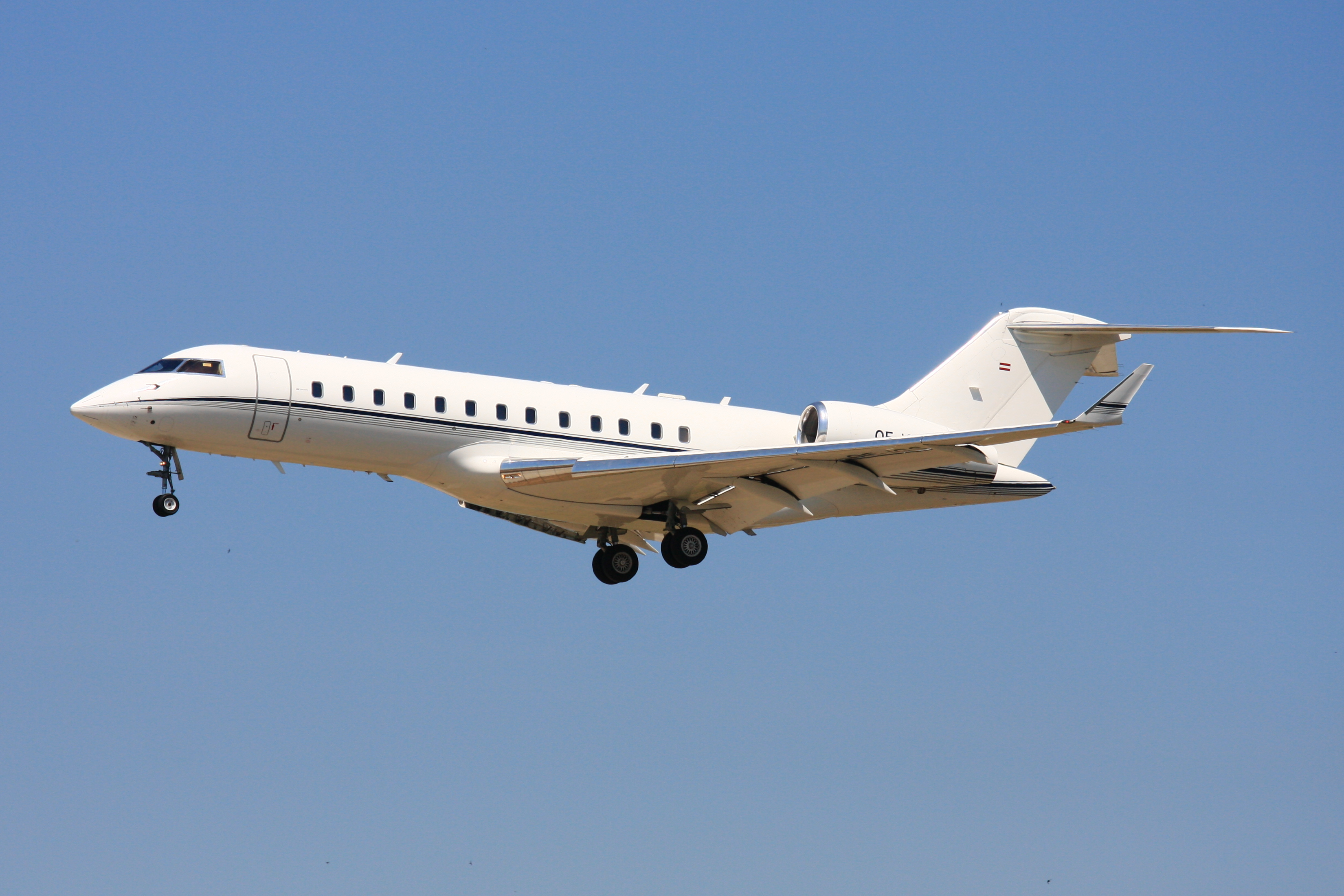
Bombardier Global 6000 (ilustrační fotografie)

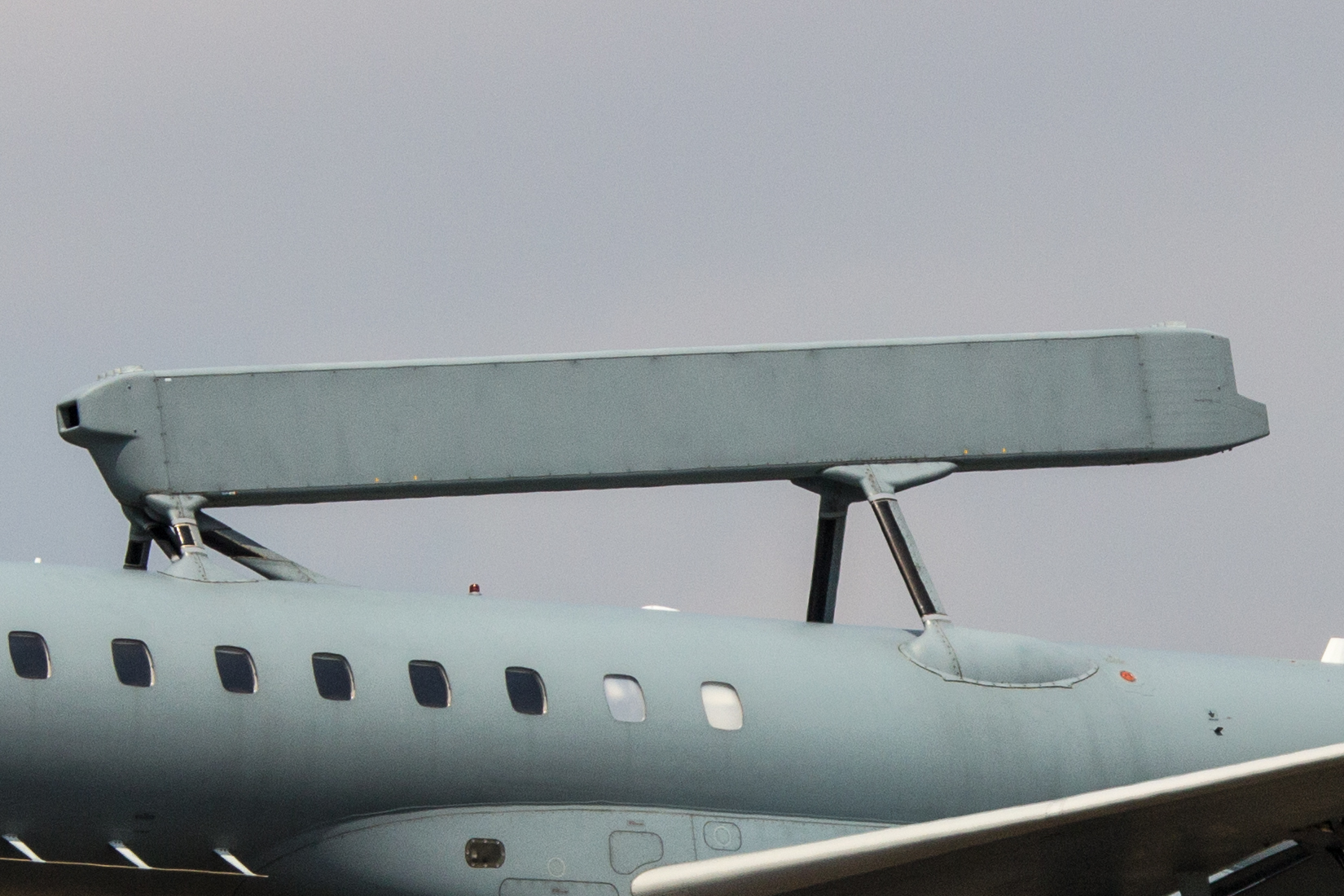
Anténa radaru Saab Erieye na stroji Embraer ERJ 145 Řeckého vojenského letectva

GlobalEye dokáže najít a sledovat vzdušné a povrchové cíle (jak pozemní, tak námořní) a Saab udává dosah radaru Erieye až v hodnotě 450 km (216 námořních mil) při běžné operační výšce. Stroj má možnost hlídkových letů v době trvání až 11 hodin.

## Vývoj
Systém byl objednán Spojenými arabskými emiráty, které jej označují jako Swing Role Surveillance System (SSRS, Víceúčelový pozorovací systém) v listopadu 2015 v rámci kontraktu v hodnotě 1,27 mld USD. V únoru 2017 SAE dodatečně objednaly třetí kus v hodnotě 238 milionů USD. Typ poprvé vzlétl 14. března 2018 v sídle výrobce v Linköpingu.

## Uživatelé
- Spojené arabské emiráty
  - Letectvo Spojených arabských emirátů – Zařazeny roku 2020. Dodáno pět letounů.[8]

### Budoucí
- Francie
  - Francouzské letectvo – Roku 2025 vybrány jako náhrada za čtyři letouny E-3F SDCA. Plánována je objednávka dvou letounů s opcí na další dva.[8]

- Švédsko
  - Švédské letectvo – Objednány tři letouny s opcí na čtvrtý. K roku 2025 ještě nebyl dodán žádný.[8]